# Guanyintempel van de Bamboeberg
De Guanyintempel van de Bamboeberg is een boeddhistische tempel in Linkou, Taipei, Republiek China (Taiwan). De tempel heette oorspronkelijk Bamboebergtempel/竹林山寺. Het ligt aan de Bamboestraat/竹林路 nummer 325. In de tempel wordt Guanyin met de achttien armen vereerd.

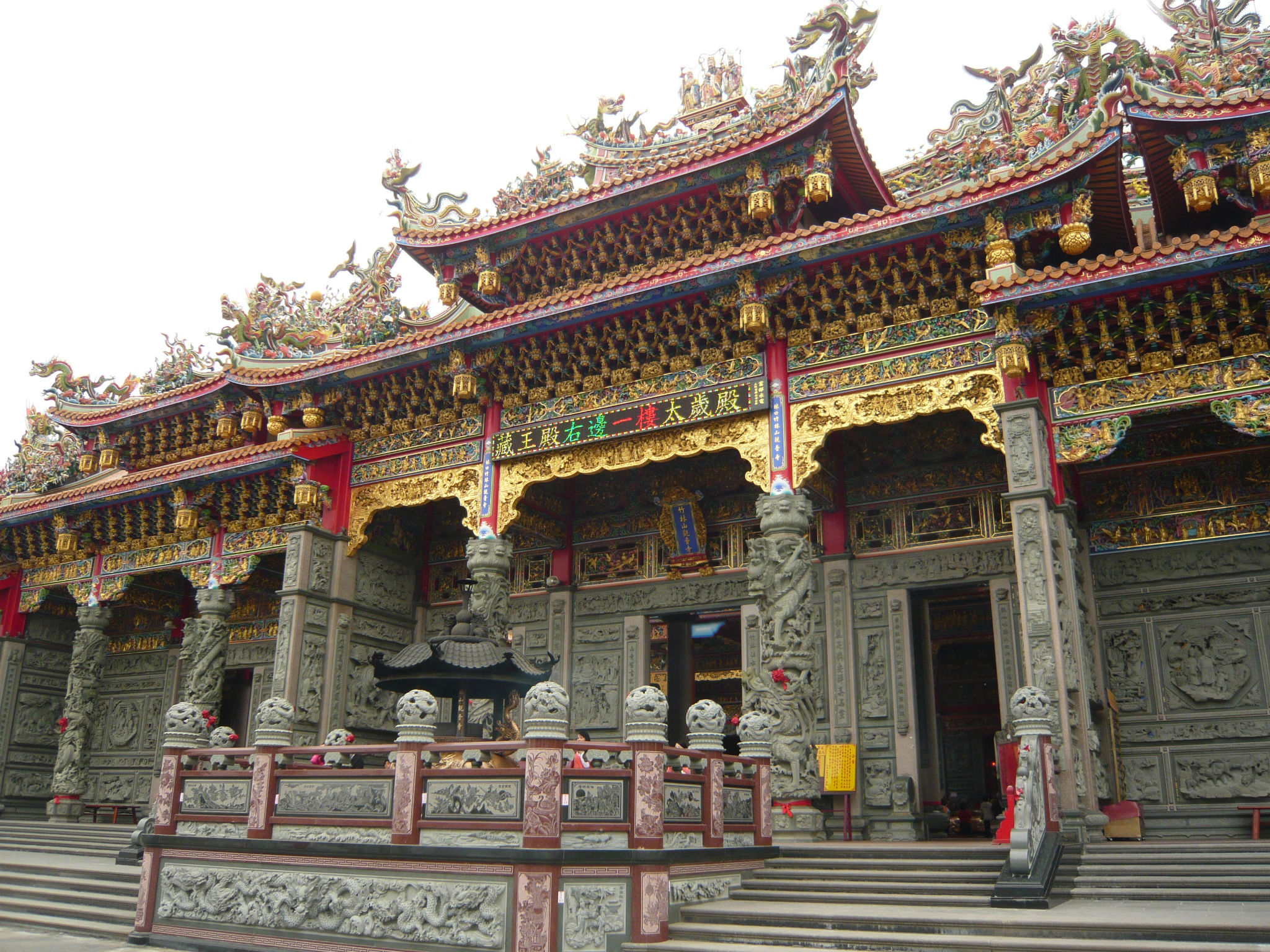
2013

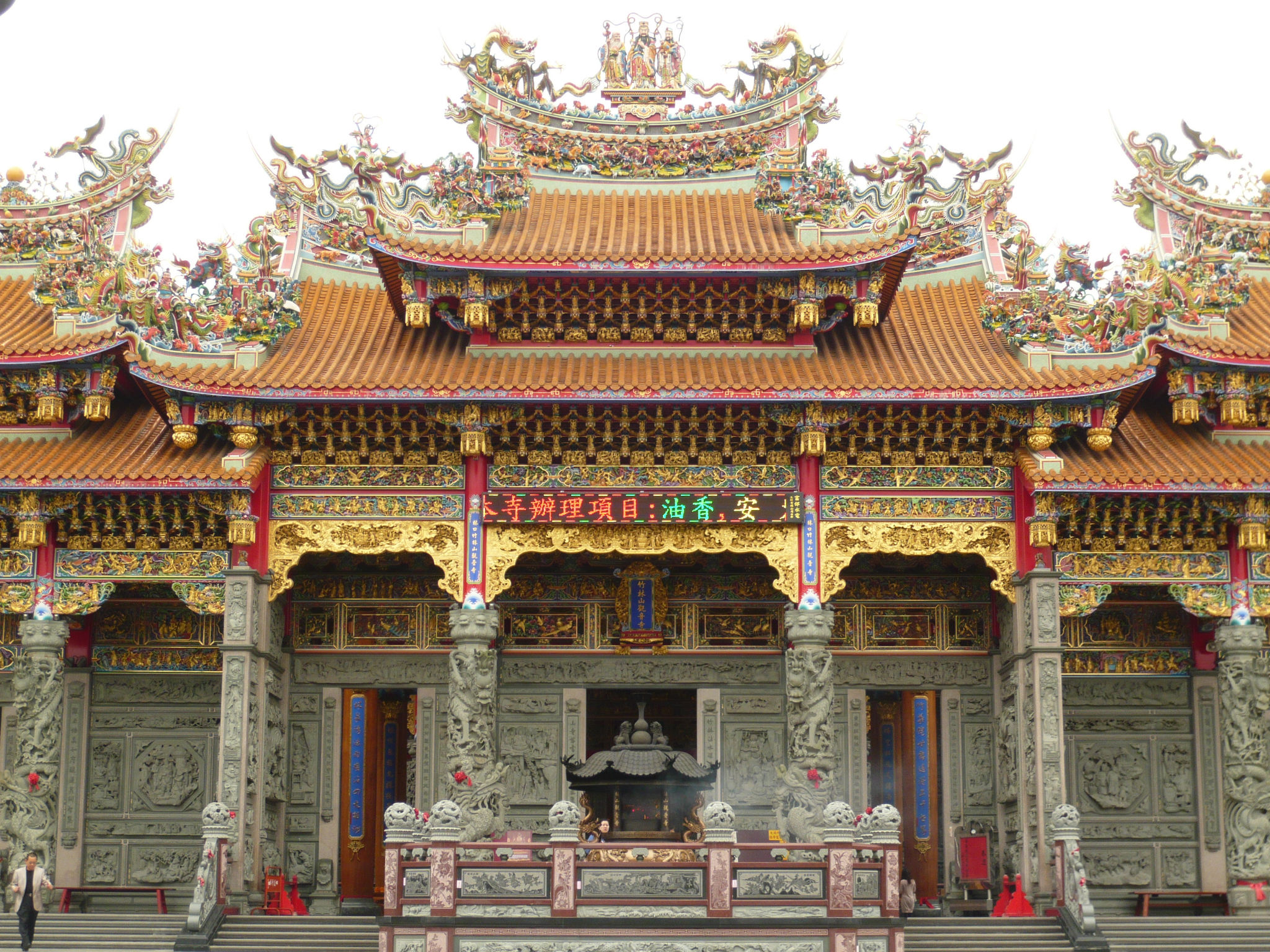
2013

De tempel werd in 1801 gebouwd. Behalve het grote beeld van Guanyin, heeft de tempel beelden van de bodhisattva's Manjushri, Samantabhadra, Sangharama en de taoïstische goden Tianhou en Tudigong.

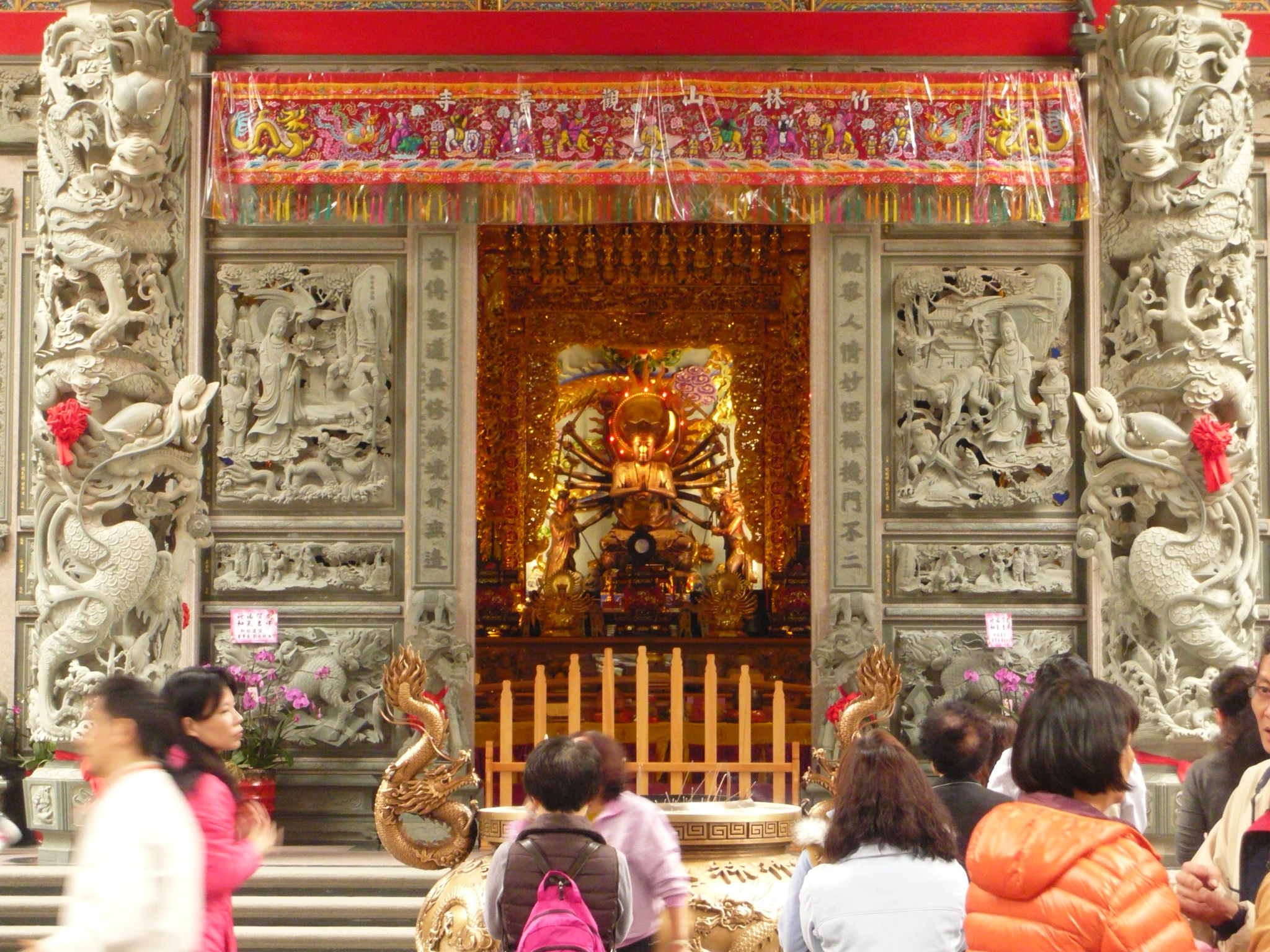
2013

De tuin van de tempel beslaat 66.000 m² en bevat vele verschillende sakurabomen.

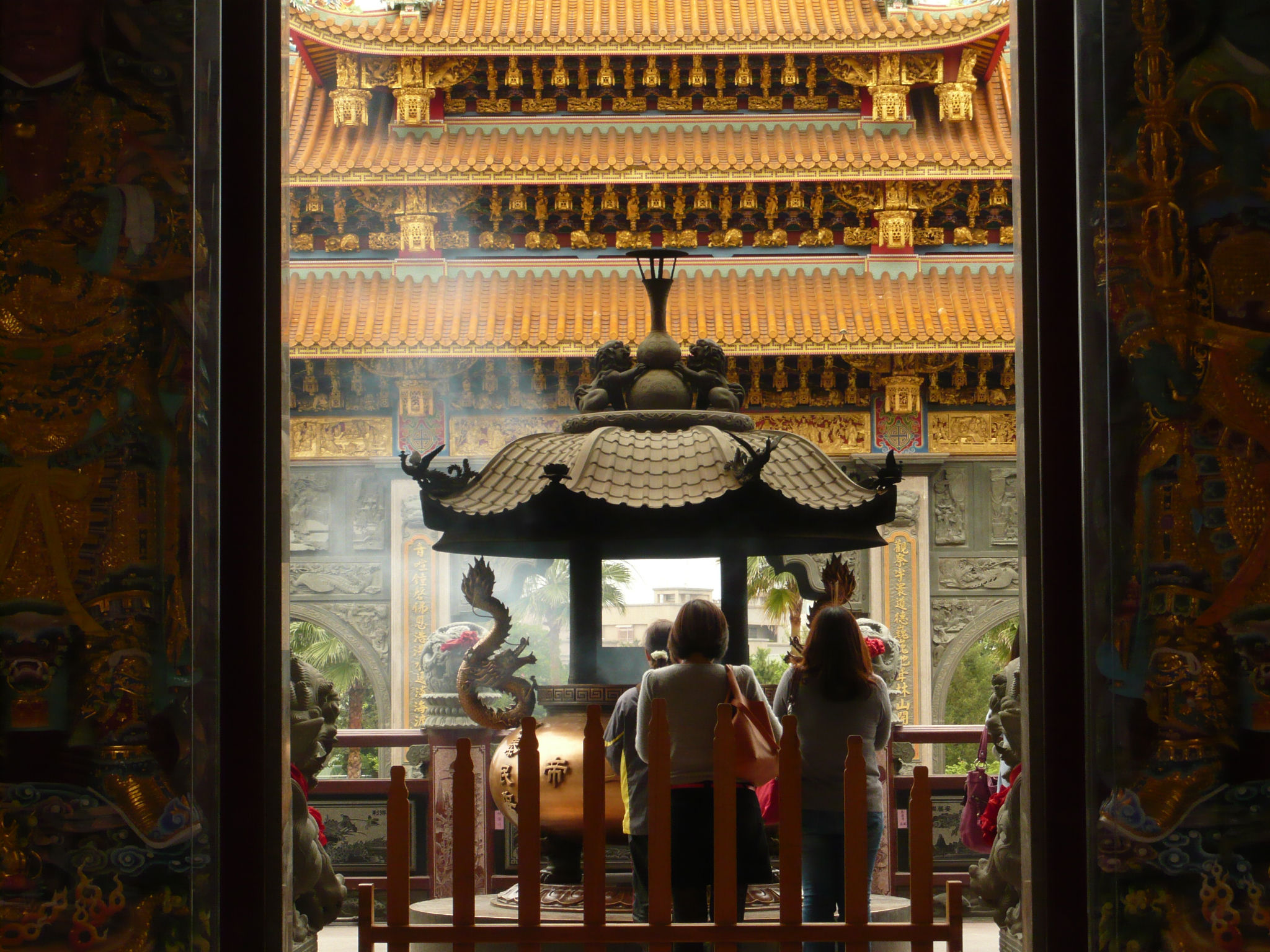
2013

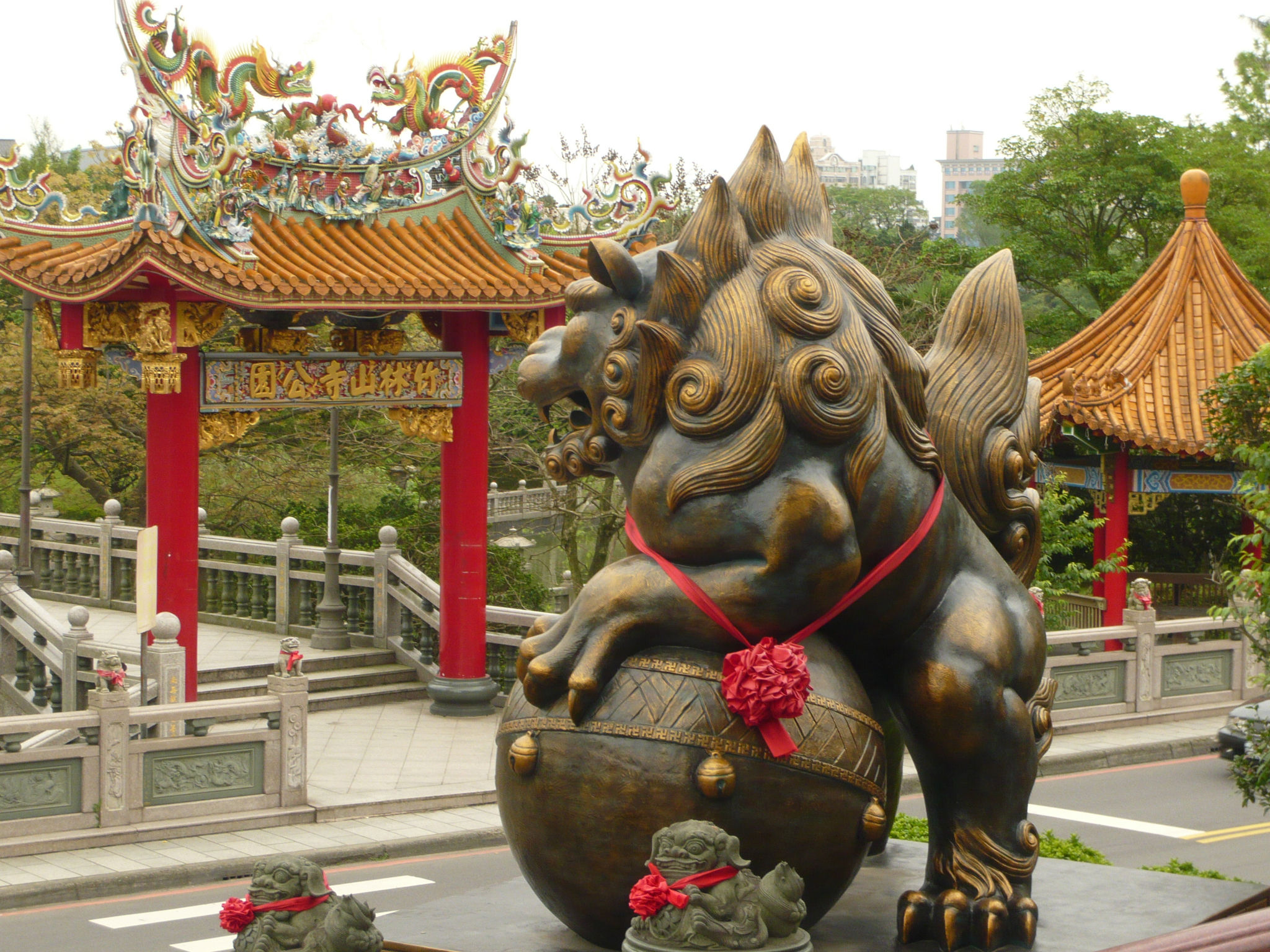
naast de hoofdingang van het park, 2013